# بلیثیدیل، میسوری
بلیثیدیل (به انگلیسی: Blythedale) یک روستا (ایالات متحده آمریکا) در ایالات متحده آمریکا است که در شهرستان هریسون، میزوری واقع شده‌است.
 بلیثیدیل ۰٫۸۰ کیلومتر مربع مساحت و ۱۹۳ نفر جمعیت دارد و ۳۲۸ متر بالاتر از سطح دریا واقع شده‌است.